# Menjalnik
Menjálnik je vrsta gonila za spreminjanje prestavnega razmerja oziroma prestav. Pri tem nastanejo različna razmerja med vrtilno hitrostjo in vrtilnim momentom na gnani in pogonski gredi.

## Uporaba menjalnika
Menjalnik se uporablja, če deluje pogonski stroj le na ozkem območju vrtilnih hitrosti (npr. 
motor z notranjim zgorevanjem), obremenitev in vrtilna hitrost gnanega 
mehanizma pa se zelo spreminjata (npr. pri avtomobilih, posebej pri terenskih 
vozilih). Starejši avtomobilski menjalnik sestavlja skupek zobnikov, nameščenih (nekateri premično) na pogonski, gnani in predležni gredi. 
S premikanjem zobnikov vzdolž utorjenih gredi se ubirajo različni zobniški pari z različnimi razmerji med številom zob; s tem spreminjamo prestavna razmerja med pogonsko in gnano gredjo. 

## Vrste menjalnikov

### Sinhronski menjalnik
Pri sinhronskem menjalniku so zobniški pari ves čas ubrani; na predležni gredi so zobniki togo spojeni z gredjo, na glavni pa v ležajih in se prosto vrtijo. Za prenos moči s sklopnim zobnikom (premika se s pretikalno ročico) se izbrani zobnik in glavna gred togo povežeta. Pred vprijemom zobnikov torni obroč (deluje kot drsna sklopka) izenači (sinhronizira) obodne hitrosti obeh zobnikov. Takšen menjalnik (vgrajen je v sodobnih avtomobilih) je lažje pretikati, poleg tega pa ščiti zobnike pred obrabo in krušenjem.

### Samodejni menjalnik
Samodejni ali avtomatski menjalnik ima navadno hidravlično sklopko; vklaplja se odvisno od vrtilne hitrosti motorja (npr. s centrifugalnimi utežmi) in obremenitve. Brezstopenjski menjalniki so npr. torna gonila s klinastimi jermeni (tečejo v jermenicah s spremenljivo širino utora) ali pretočna gonila. 

### Nortonov menjalnik
Nortonov menjalnik je gonilo, katerega predležni zobnik se prisloni k pogonskim zobnikom; ti imajo različno  število zob, ki se vrtijo na gredi; uporablja se v obdelovalnih strojih, npr. v stružnici.